# لیگاند واسطه

یک نمونه لیگاند واسطه μ^{2}

لیگاند واسطه، لیگاندی است که دو اتم که معمولاً اتم فلزی است یا بیشتر را به هم پیوند می‌دهد. لیگاند می‌تواند تک اتمی یا چند اتمی باشد. عموماً همهٔ ترکیب‌های کمپلس آلی می‌توانند به عنوان لیگاند واسطه کار کنند.
در نامگذاری یک کمپلکس که در آن یک اتم تکی دو فلز را پیوند می‌دهد، لیگاند واسطه با حرف یونانی μ همراه می‌شود و یک شماره هم در بالای آن قرار می‌گیرد که بیانگر تعداد فلزهایی است که به لیگاند واسطه پیوند خورده‌اند. μ2 معمولاً به شکل μ نمایش داده می‌شود. باید دقت کرد که μ با η (پیوندپوشی) اشتباه نشود.

## فهرست لیگاندهای غیرآلی
عموماً همهٔ لیگاندها، لیگاند واسطه‌اند به جز آمین‌ها و آمونیاک. لیگاندهای واسطهٔ غیرآلی بیشتر آنیون‌های معمول را دربر می‌گیرد.
| لیگاند واسطه | نام          | مثال                 |
| ------------ | ------------ | -------------------- |
| OH−          | هیدروکسید    | [Fe2(OH)2(H2O)8]4+   |
| O2−          | اکسید        | [Cr2O7]2−            |
| SH−          | hydrosulfido | Cp2Mo2(SH)2S2        |
| NH2−         | آمید         | آمیدوکلرید جیوه      |
| N3−          | نیترید       | [Ir3N(SO4)6(H2O)3]4− |
| CO           | کربونیل      | Fe2(CO)9             |
| Cl−          | کلرید        | کلرید نیوبیم (V)     |
| H−           | هیدرید       | دی‌بوران              |
| CN−          | سیانور       | approx. Fe7(CN)18    |

## نگارخانه

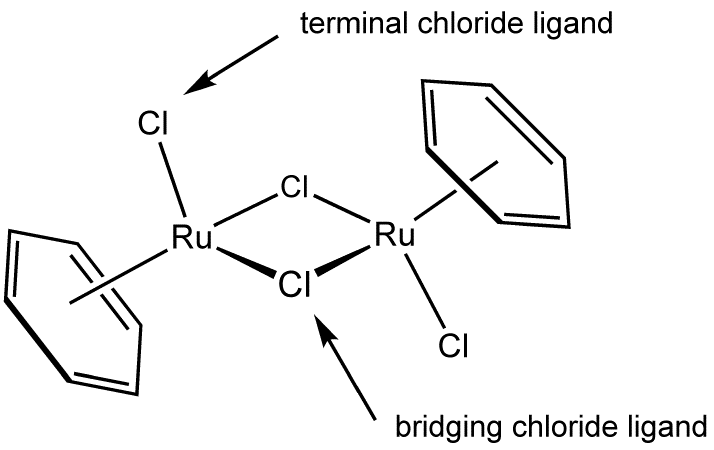
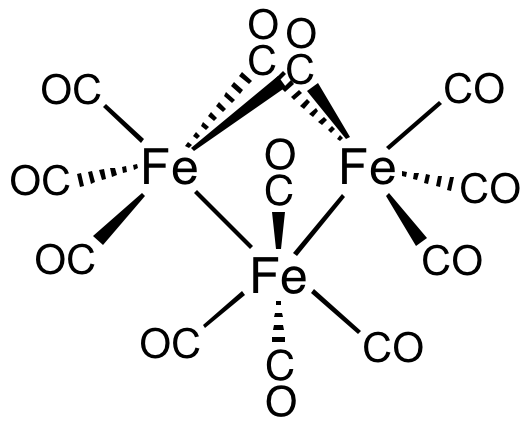
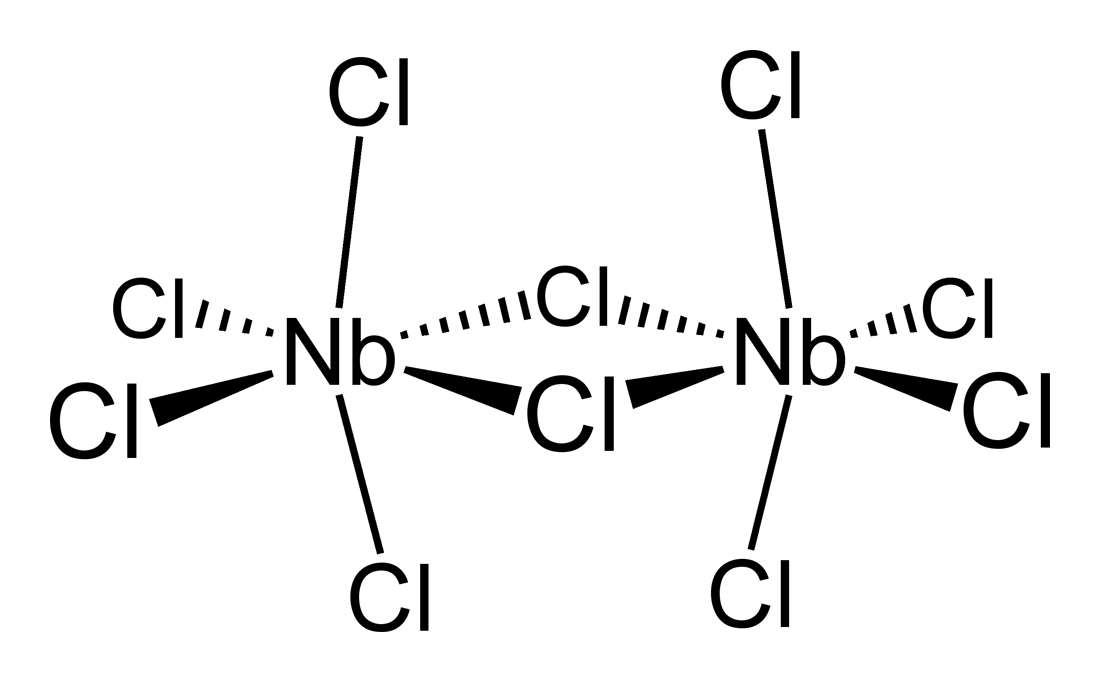
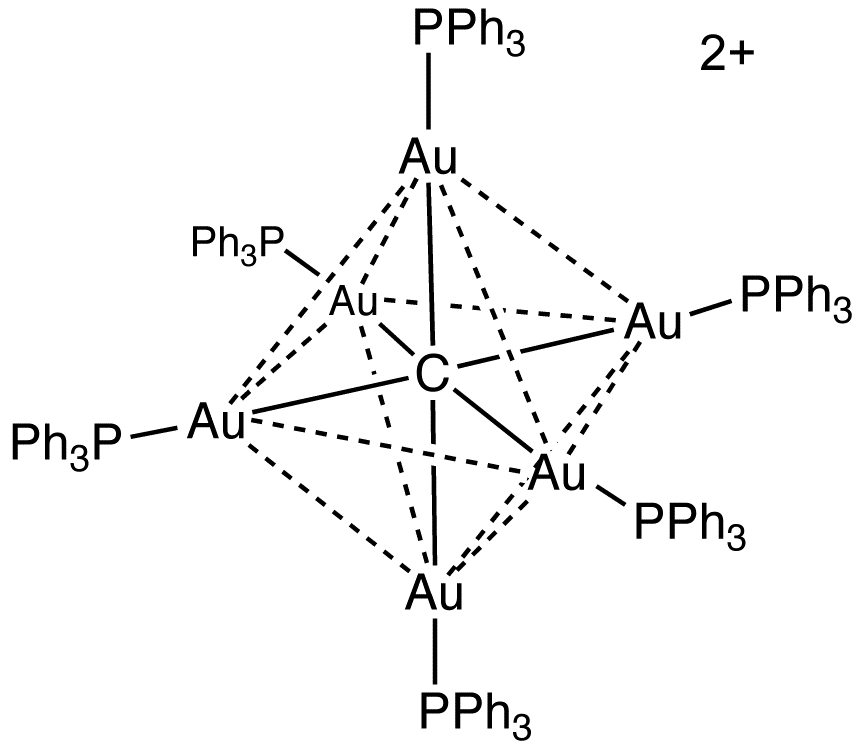
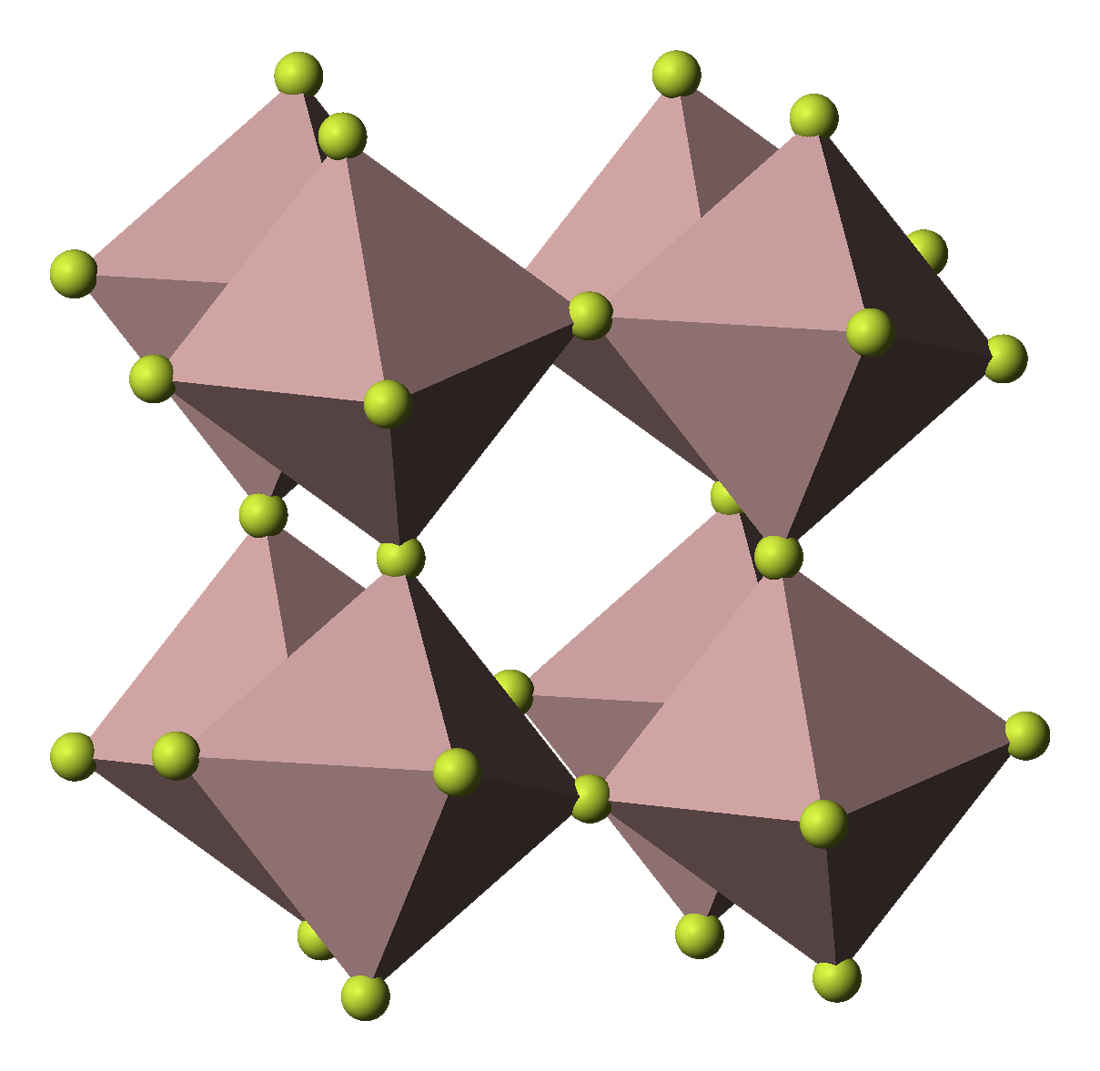
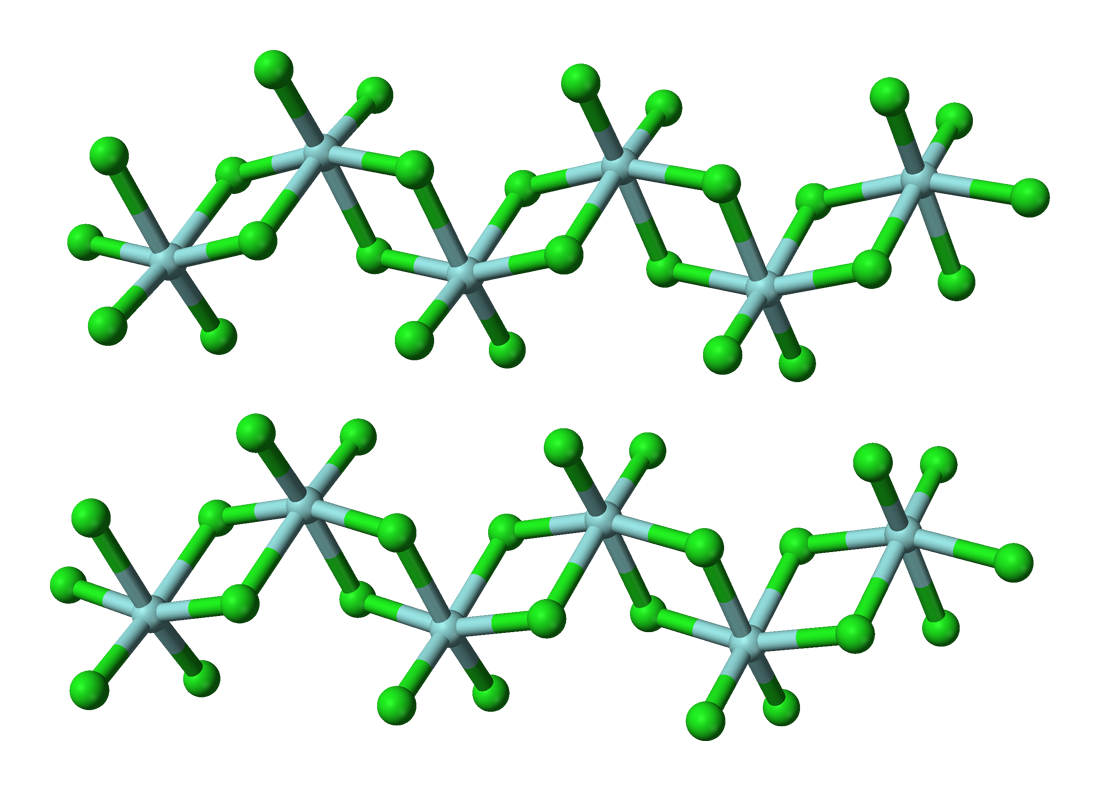
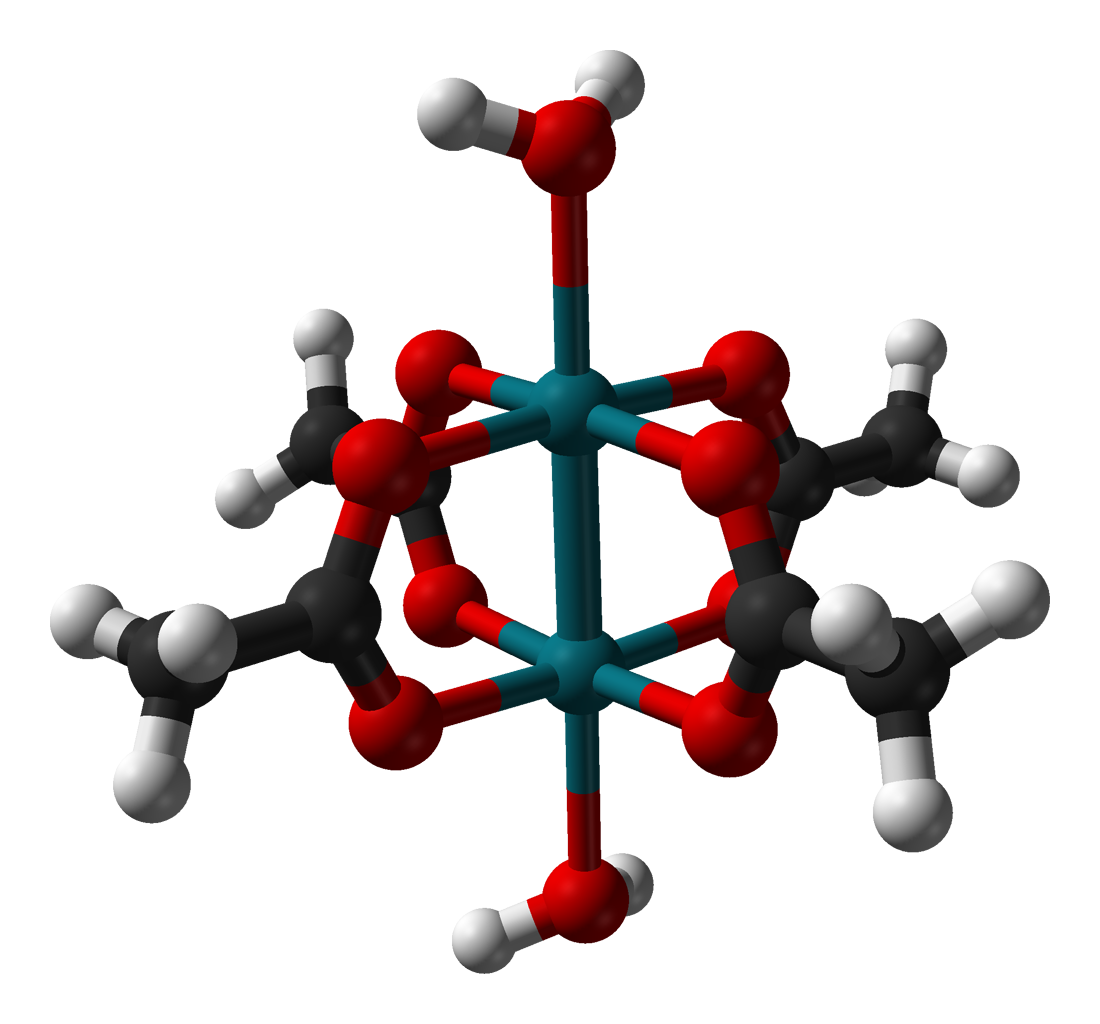